# Flaviola e O Bando do Sol
Flaviola e O Bando do Sol é o primeiro e único álbum do poeta, cantor e compositor recifense Flaviola, que é um dos principais expoentes da cena musical psicodélica pernambucana dos anos 1970. O álbum foi lançado em formato LP em 1974 pelo selo SOLAR Records.
O disco é indicado pelo Senhor F - A Revista do Rock como uma das referências do chamado movimento Udigrudi.
O álbum ganha destaque também por ter tido a participação da nata de músicos que consolidou o agreste psicodélico setentista, a saber: Lula Côrtes, Paulo Raphael, Robertinho de Recife e Zé da Flauta.
Em 2015, Flaviola tocou o álbum na íntegra e na ordem de aparição das músicas na 23ª edição do Festival Abril Pro Rock.
Uma curiosidade a respeito deste álbum é que sua capa é muitíssimo semelhante a do álbum Opel, de Syd Barrett, que foi lançado em 1988.

## Faixas
| Lado A |                                                                    |                |         |  |
| N.º    | Título                                                             | Compositor(es) | Duração |  |
| 1.     | "Canto Fúnebre (Abertura)"                                         | Flaviola       | 3:16    |  |
| 2.     | "O Tempo"                                                          | Flaviola       | 1:37    |  |
| 3.     | "Noite (Extraída de Hamlet de Shakespeare)"                        | Flaviola       | 2:51    |  |
| 4.     | "Desespero"                                                        | Flaviola       | 2:41    |  |
| 5.     | "Canção de Outono (Extraída da Antologia Poética de Garcia Lorca)" | Flaviola       | 1:33    |  |
| 6.     | "Do Amigo"                                                         | Flaviola       | 2:37    |  |

| Lado B |                                                                      |                        |         |  |
| N.º    | Título                                                               | Compositor(es)         | Duração |  |
| 7.     | "Brilhante Estrela"                                                  | Roberto                | 2:36    |  |
| 8.     | "Como os Bois"                                                       | Flaviola e Lula Côrtes | 0:48    |  |
| 9.     | "Palavras (Extraída da Antologia Poética de Henriqueta Lisboa)"      | Flaviola               | 3:05    |  |
| 10.    | "Balalaica (Vladimir Maiakovski Antologia de Poesia Russa Moderna)"  | Flaviola               | 2:43    |  |
| 11.    | "Olhos"                                                              | Flaviola e Lula Côrtes | 1:10    |  |
| 12.    | "Romance da Lua Lua (Extraída da Antologia Poetica de Garcia Lorca)" | Flaviola               | 2:56    |  |
| 13.    | "Asas (Para Que Te Quero?)"                                          | Flaviola               | 3:01    |  |

## Créditos
- Flaviola - Composição, Vocais
- Lula Côrtes - Percussão, Mandolim, Dulcimer
- Paulo Raphael - Viola de 10 cordas
- Robertinho de Recife - Violão, Banjo, Viola de 12 cordas
- Zé da Flauta - Flauta
- Fernando Amaral - Baixo elétrico, contrabaixo
- Icinho - Bongos
- Glauce - Back-vocals
- Neuza - Auto-harpa
- Gildo Moreno - Surdo

## Relançamentos
Flaviola e O Bando do Sol foi relançando internacionalmente em 2005 (por um selo pirata sul-coreano) e em 2011 (pelo inglês Mr. Bongo Records, que relançou todo o catálogo da SOLAR). No Brasil, porém, permanece só aquela pequena tiragem local de 1974.